# انگشت‌دراز ساواژ
انگشت‌دراز ساواژ (نام علمی: Bavayia sauvagii) نام یک گونه از سرده گکوهای کالدونیای جدید است.